# Сизигия (Секретные материалы)
«Сизи́гия» (англ. «Syzygy») — 13-й эпизод 3-го сезона сериала «Секретные материалы», главные герои которого — Фокс Малдер (Дэвид Духовны) и Дана Скалли (Джиллиан Андерсон), агенты ФБР, расследующие сложно поддающиеся научному объяснению преступления. В данном эпизоде Малдер и Скалли расследуют гибель нескольких старшеклассников в захолустном городке при странных обстоятельствах. Хотя жители винят в произошедшем некий сатанинский культ, агенты выходят на двух подружек-старшеклассниц с паранормальными способностями, приобретенными, по утверждению местного астролога, под влиянием астрономического явления сизигии (выравнивания трех и более астрономических тел при их движении по своим орбитам вдоль прямой линии). Эпизод принадлежит к типу «монстр недели» и не связан с основной «мифологией сериала», заданной в первой серии.
Премьера состоялась 26 января 1996 года на телеканале FOX. В США серия получила рейтинг домохозяйств Нильсена, равный 10,8, который означает, что в день выхода серию посмотрели примерно 16,04 миллиона человек. Эпизод, выделяющийся на фоне остальных множеством юмористических сцен, диалогов и особенно ярко выраженным конфликтом между Малдером и Скалли, получил смешанные отзывы от критиков, далеко не единогласно воспринявших подобный юмор положительно.

## Сюжет
В Комити, штат Нью-Гэмпшир, группа старшеклассников поминает своего погибшего друга, по слухам ставшего жертвой местного сатанинского культа. Две девушки, Терри Робертс и Марджи Кляйнджен, просят местного красавчика Джея де Бума отвезти их домой. Сказав парню, что следующей жертвой культ избрал блондинку-девственницу, подруги убеждают Бума свернуть с дороги. Наутро полиция находит Бума повесившимся со скалы. Вне видимости полиции, Терри и Марджи весело смеются, сидя на верху скалы.
Малдер и Скалли прибывают в Комити, поругавшись из-за запутанной дороги, а также того факта, что в их совместных поездках Малдер всегда за рулём. Встретившись с детективом Анжелой Уайт, агенты идут на похороны Бума, причем Скалли очень скептично относится к утверждениям Уайт о наличии сатанинского культа. Похороны прерывает директор школы Боб Спиц с обличительной речью о действиях сатанистов, но гроб самовозгорается. Марджи и Терри, опрошенные Малдером и Скалли отдельно друг от друга, одинаково утверждают, что Бум стал жертвой сатанистов, которые ранее принесли в жертву младенца, чье тело закопали в братской могиле. Скалли считает показания клишированной выдумкой. Малдер менее скептичен, и на этой почве сближается с верящей в существование культа Уайт. Обнаружив на обгоревшем теле Бума отпечаток рогатого животного, Малдер с Уайт отправляется к местному астрологу — мадам Зиринке. Та утверждает, что аномальное поведение горожан связано с редким построением Марса, Урана и Меркурия. Тем временем, наблюдая за школьной баскетбольной тренировкой, Терри и Марджи любуются красивым парнем Скоттом, но с ненавистью говорят о его подружке Бренде. После того как один из игроков случайно сбивает стол с напитками, за которым сидят Терри и Марджи, его насмерть задавливает сложившимися трибунами. Скалли злится на Малдера за то, что он предпочел вести дело дальше с детективом Уайт.
Толпа горожан в поисках братской могилы находит закопанный портфель с останками, принятыми за человеческие. Найденный по монограмме на портфеле владелец признается, что давно продал вещь. При дальнейшем осмотре в портфеле обнаруживается ошейник «Мистера Типпи» — собаки, принадлежавшей Терри. Взбешенная шуткой Малдера Скалли собирается в Вашингтон, но тем же вечером, во время празднования дня рождения Марджи и Терри, от осколков разбившегося в ванной зеркала гибнет Бренда. Скалли отправляется в мотель сообщить об этом Малдеру и застает напарника вместе с детективом Уайт полураздетыми в постели. Терри и Марджи успокаивают Скотта, но когда он их отвергает, Марджи, в отличие от подруги, по-прежнему питает к нему теплые чувства.
Малдер отправляется к мадам Зиринке, которая сообщает ему о редком построении планет, которые вызывают у родившихся 12 января 1979 года (день рождения Марджи и Терри) переизбыток космической энергии. Марджи и Терри отдельно друг от друга едут к Скотту, но встретившись конфликтуют и случайно убивают Скотта оторвавшейся пружиной гаражной двери. Марджи спешит сообщить Малдеру, что убийца — Терри, тогда как Терри в разговоре со Скалли доносит на Марджи. Агенты, созвонившись, привозят девушек в полицейский участок, где мебель начинает трястись, а табельное оружие полицейских — бесконтрольно стрелять. После того как часы проходят полночь, наступает полное спокойствие, а девушки, лишившись своих сверхъестественных способностей, мирятся. Малдер и Скалли отправляются домой, и Скалли нарочно проезжает «стоп-сигнал», а на робкие напоминания Малдера приказывает ему заткнуться.

## Производство
Сценарий к эпизоду написал создатель сериала Крис Картер, тогда как режиссером выступил Роб Боумен. Последний «не был в восторге» от серии, сказав, что она далась значительно труднее, чем он ожидал. Времени на подготовку и съёмки в связи с приближавшими рождественскими праздниками было очень мало. Боумен чувствовал сильное давление и был очень недоволен законченным продуктом, хотя признался, что некоторые моменты ему очень нравятся, особенно взаимные «подколы» между Малдером и Скалли. В целом же, режиссер посчитал эпизод «неясным», так как персонажи, по его ощущениям, даже не понимали, что происходит, и отрицательно отнесся к убийствам детьми других детей. По словам Боумена, «я не чувствовал, что снимаю эпизод Секретных материалов, и, думаю, немного подвел Криса Картера».
Название эпизода «Сизигия» означает астрономическое явление, при котором три и более астрономических тела выравниваются при их движении по своим орбитам вдоль прямой линии. Название же старшей школы Гровер Кливленд Александр, в которой происходит значительная часть эпизода, стало уже традиционной юмористической вставкой для «своих» и является отсылкой к вопросу из теле-викторины «Jeopardy», на который, будучи приглашенным в эфир, дал неправильный ответ Дэвид Духовны. Другой связанный с телевизором момент был обусловлен уже финансовыми причинами: в сцене, где Малдер смотрит по телевизору отрывок из «Кейстоун Копс» (англ. Keystone Kops)", стал отклонением от сценария. Изначально планировалось, что агент будет смотреть отрывок из фильма «Заводной апельсин», но права на этот фильм оказались чрезмерно дорогими, и незадачливые кейстоунские полицейские стали приемлемой заменой. Картер позднее признал, что именно альтернативный выбор подошёл значительно лучше к юмористической канве «Сизигии».
«Сизигия» принадлежит к относительно малочисленной категории серий «Секретных материалов», которые изобилуют комедийными сценами и диалогами. Препирания Малдера и Скалли на предмет того, кто должен находиться за рулем, стали ответом на многочисленные комментарии фанатов по этому вопросу. Согласно Джиллиан Андерсон, этот вопрос поднимался с самого начала шоу. Шутка Малдера на тему «маленьких ножек» Скалли, как причины, что за рулем всегда он, является дословной реакцией Криса Картера на этот же вопрос, заданный в ходе одной из конференций с поклонниками сериала. Что касается общей тональности эпизода, Дэвид Духовны пояснил это так: «Есть отдельные „Секретные материалы“, есть — мифологические, а есть — комедийные „Секретные материалы“, в которых персонажи предстают вовсе не такими, какими мы их знаем».

## Эфир и отзывы
Премьера эпизода состоялась на канале Fox 26 января 1996 года. Рейтинг Нильсена составил 10,8 балла с долей в 17,0, означающий, что примерно 10,8 процента из всех оборудованных телевизором домозяйств в США и 17 процентов от всех домохозяйств, смотревших телевизор в тот вечер, были настроены на премьеру эпизода. Количество зрителей, смотревших премьеру, оценивается в 16,04 миллиона человек.
От критиков эпизод получил смешанные отзывы. «Entertainment Weekly» присвоил «Сизигии» высший балл «A», описав серию как «еще одна уморительная пародия, в этот раз на подростковую злобу, паранойю из фильмов категории „Б“ и болезненно удерживаемую связь между нашими агентами». Особых похвал удостоились антагонисты серии и дискуссия Малдера и Скалли по поводу того, кто сидит за рулем, как «один из самых смешных диалогов» агентов. Схожего мнения была Конни Оугл («Popmatters»), включившая Терри и Марджи в список лучших монстров-недели, а серию описав как «уморительную пародию на Heathers».
Тодд ван дер Верфф («The A.V. Club») оценил серию значительно хуже, присудив ей «B-» (2,75 балла из 4-х) и охарактеризовав её как «развлекательную, но не дотягивающую до уровня „Розыгрыша“ и „Войны копрофагов“». Критик посчитал, что попытка Картера имитировать сценарный стиль Дэрина Моргана не удалась, так как «всякий раз, когда кажется, что эпизод решил утвердиться на комедийной территории, следует ужасно неподходящий драматический момент, как финальный монолог Малдера». Пола Витарис (журнал «Cinefantastique») была еще более скупа на оценку, посчитав эпизод достойным лишь полутора звёзд из четырёх возможных. По мнению Витарис, юмористическая составляющая «падает плашмя, так как юмор существует в вакууме», однако, если бы комедия отсутствовала, то «Сизигия» могла стать классикой в жанре ужасов. Критик также добавила, что отношения между Малдером и Скалли выглядят «уродливо». Похожие ощущения испытали писатели Роберт Ширман и Ларс Пирсон, отразив своё мнение об эпизоде в книге «Желая верить: Критический путеводитель по „Секретным материалам“, „Тысячелетию“ и „Одиноким стрелкам“» (англ. Wanting to Believe: A Critical Guide to The X-Files, Millennium & The Lone Gunmen). Авторы назвали взаимоотношения агентов как «трудно переносимыми» и дали серии две звезды из возможных пяти, посчитав её «попросту не очень смешной» и следующей по пятам за более выдающейся «Войной копрофагов». Крис Картер был несколько разочарован подобной реакцией, которая была широко распространена и среди фанатов сериала в Интернете, сказав, что некоторые поклонники шоу просто не поняли вплетённых в сюжет сатирических ноток.